# Stephanit
Stephanit (Stefanit) – minerał z gromady siarkosoli. Jest kruszcem srebra. Należy do grupy minerałów rzadkich.
Nazwa pochodzi od nazwiska austriackiego kolekcjonera minerałów Victora Stephana (1817-1867).

## Charakterystyka

### Właściwości
Zazwyczaj tworzy kryształy o pokroju słupkowym tabliczkowym; wykazuje sześcioboczne zarysy. Często tworzy zbliźniaczenia – podwójne i potrójne.
Występuje w skupieniach ziarnistych, zbitych, rozetowych. Także w formie naskorupień, powłok i nalotów. Niekiedy tworzy szczotki krystaliczne. Pod wpływem silnego światła pokrywa się warstwą ciemnej patyny. Łatwo się topi i rozpuszcza w kwasie azotowym. Jest kruchy, nieprzezroczysty. Często zawiera arsen, kobalt, miedź, żelazo.

### Występowanie
Składnik utworów hydrotermalnych i żył kruszcowych. Współwystępuje ze srebrem rodzimym, argentytem, chalkopirytem, pirytem, galeną, polibazytem, akantytem, tetraedrytem, kwarcem, kalcytem.
Miejsca występowania:
- Na świecie: Niemcy, Włochy – Sardynia, Wielka Brytania – Kornwalia, Chile, Boliwia, Meksyk, USA, Słowacja.

- W Polsce: stwierdzony w Rudawach Janowickich i Górach Sowich.

### Zastosowanie
- lokalna ruda srebra – 68% Ag,
- poszukiwany i ceniony przez kolekcjonerów[potrzebny przypis].